# 生田緑地
生田緑地（いくたりょくち）は、神奈川県川崎市多摩区枡形、東生田、長尾、および宮前区初山にある都市公園（総合公園）である。
なお、桝形山（ますがたやま）及び飯室山（いいむろやま）の大部分は生田緑地内に含まれている。

## 概要

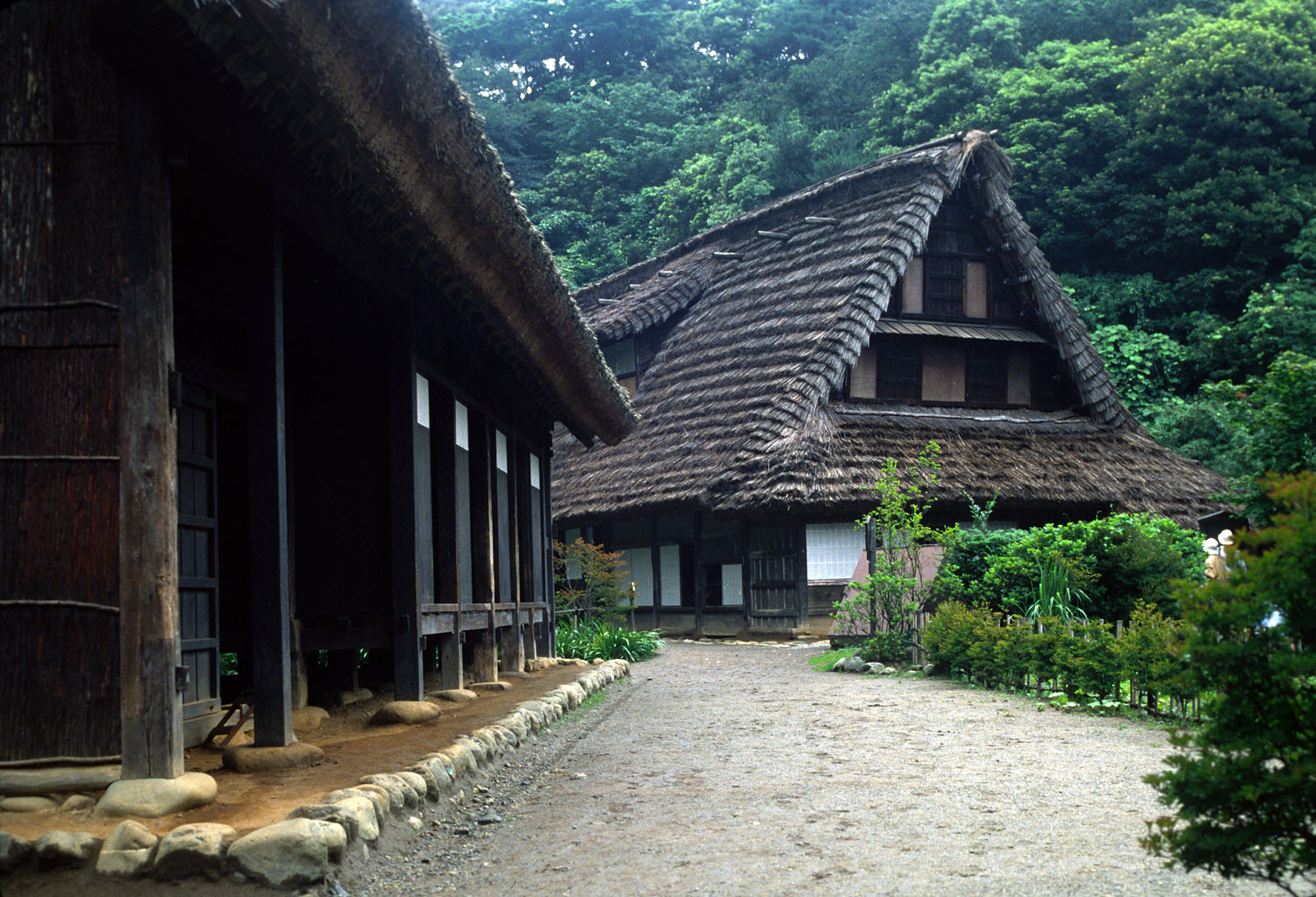
日本民家園

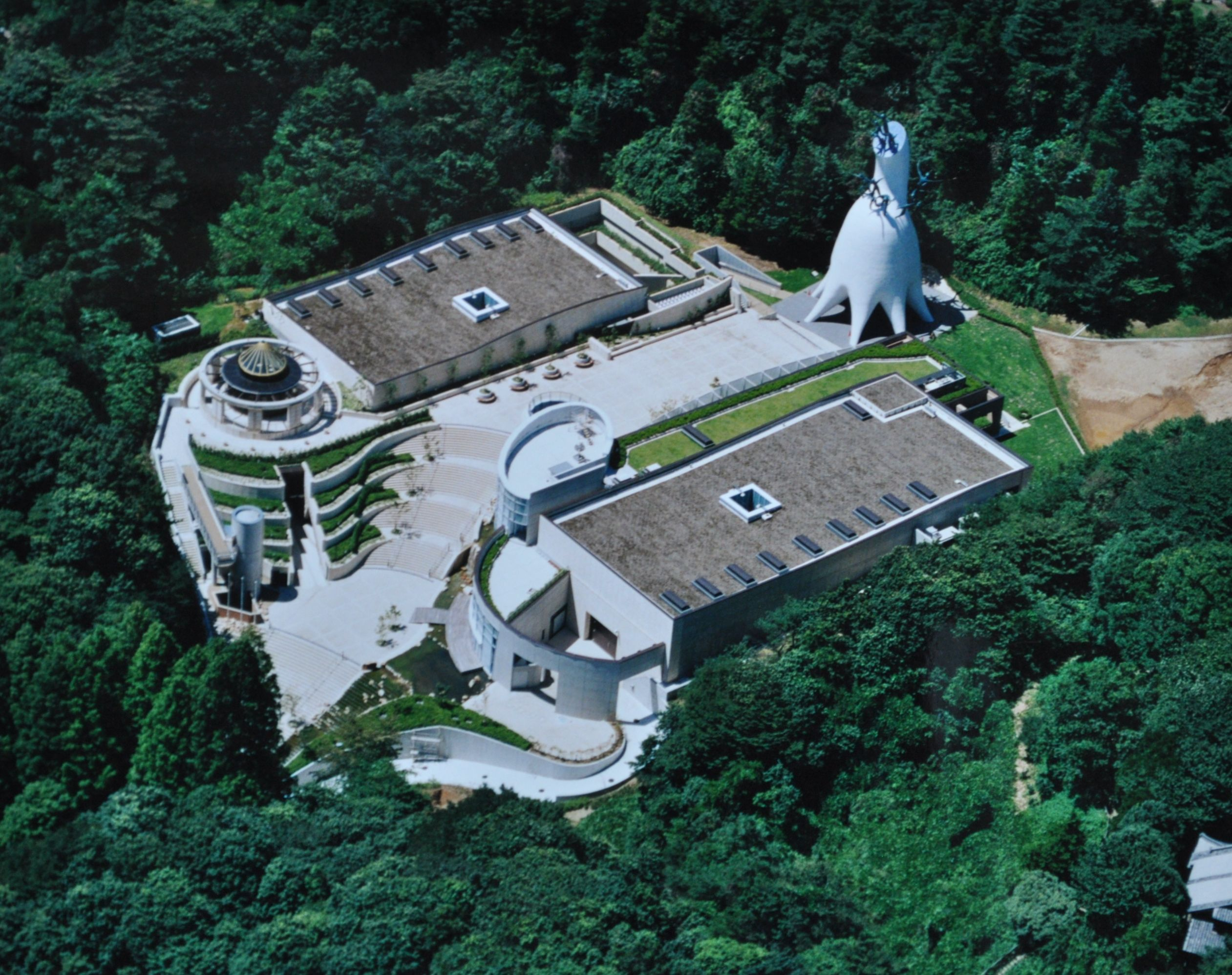
川崎市岡本太郎美術館の航空写真

「母の塔」岡本太郎美術館

多摩丘陵が多摩川に接する東端の一角に位置しており、現在は計画面積 179.3ha（うち供用面積 95.5ha）の、川崎市内最大の都市公園である。入場は無料だが、一部施設では観覧料等が必要となる。当緑地の維持管理に際しては多くの市民団体が参加している。
津久井道沿いの賑わいが間近に控え、江戸から神奈川（現在の横浜市）方面までの眺望が開ける桝形山一帯には、かつて鎌倉時代に稲毛地方（概ね現在の川崎市北部地域）を支配していた源頼朝の重臣 稲毛三郎重成が本拠を構え、同山頂に枡形城を築いたとされている。
近代以降は急速に都市化が進み、当地周辺のかつて豊かな森林が広がっていた風景は劇的に変化することとなるが、ここ生田緑地の一角は本格的な都市化が始まる前に川崎市が緑地として都市計画決定したこと、およびその一角に構えていた向ヶ丘遊園が一定の森林を保全しつつ営業していたことから、周辺で宅地開発が進む中にあっても豊かな森が比較的多く残されることとなった。
向ヶ丘遊園、専修大学生田キャンパス、東高根森林公園、緑ヶ丘霊園が当地と概ね東西方向に尾根続きになっている。

## 沿革
- 1927年（昭和2年）- 小田急電鉄（当時の小田原急行）が向ヶ丘遊園を開園。
- 1930年（昭和5年）- 戸隠不動本堂が建立され（当時は私有地）、本尊不動明王などを招来。
- 1941年（昭和16年）- 川崎市が、桝形山や向ヶ丘遊園およびその周辺の森林 165.5ha について緑地として都市計画決定する。
  - なお、都市計画決定以前は「生田緑地」ではないが、参考のため付記している。
- 1954年（昭和29年）- 緑地計画区域内にて民間企業がゴルフ場（川崎国際カントリークラブ）の営業を開始。
- 1961年（昭和36年）- 生田緑地管理事務所（現在の北部公園事務所）を設置。
- 1964年（昭和39年）- 整備着手。
- 1967年（昭和42年）- 日本民家園が開園。
- 1968年（昭和43年）- 長者穴横穴墓群の一部墳墓で発掘調査される。
- 1971年（昭和46年）
  - 青少年科学館プラネタリウムが開館。
  - D51形蒸気機関車408号機が静態保存される。
  - 川崎ローム斜面崩壊実験事故が発生。死者15名、負傷者9名。
- 1985年（昭和60年）- スハ42形客車（2047号）が静態保存される。
- 1992年（平成4年）- ゴルフ場の営業が川崎市に移管される。
- 1993年（平成5年）- 戸隠不動焼失。以降、跡地は生田緑地の一部として整備される。
- 1999年（平成11年）- 岡本太郎美術館が開館。
- 2002年（平成14年）- 向ヶ丘遊園が閉園。ばら苑が暫定的に生田緑地内に組み入れられる。
- 2004年（平成16年）- 向ヶ丘遊園跡地の整備計画について、川崎市と小田急電鉄が基本合意。同地の緑地指定区域の変更（森林部分を追加し、更地部分を解除）などの方向性が決定する。
- 2006年（平成18年）- 藤子・F・不二雄ミュージアム（仮称）の設置が決定。
- 2011年（平成23年）9月3日 - 藤子・F・不二雄ミュージアムがオープンした[2]。
- 2012年（平成24年）- 川崎市青少年科学館が「かわさき宙と緑の科学館」としてリニューアルオープン。
- 2017年（平成29年）10月23日 - 台風21号に伴う豪雨により生田緑地北側の長者穴口の谷で表層崩壊が発生。土石流が隣接のマンションの敷地に流入した。土砂の流出量は15立方m程度[3]。

## 名所・旧跡
- 桝形山（ますがたやま）
山頂が桝のように四角形の平地になっていることから、こう呼ばれるようになったと言われている。
  - 枡形城址
稲毛三郎重成により築城されたといわれ、現在は遺構は残っていないが碑が建てられている。
  - 枡形山展望台
春には山頂に植えられた桜が彩りを添え、夏には一帯が緑で覆われ多摩丘陵のかつての姿を彷彿とさせる。そして木々が葉を落とす冬には横浜市街や遠く富士山までを見渡すことができる。手すりの柱は十二支の動物達を象り、これで方角を示している。
なお、当展望台は夜間は閉鎖される。スロープおよびエレベータが整備されている。
  - 飯室山（広場）
  - 長者穴横穴墓群

古くから横穴古墳として知られているが、古代人の生活の場であるとする説もある。うち一部が昭和43年に調査され、鉄鏃や勾玉などが発見されている。現在は、見学できるよう遊歩道が設置されている。
横穴墓が掘られた周辺の地形は、現在よりも南側を流れていた過去の多摩川が、多摩丘陵を浸食し形成された河食崖から丘陵の内部へと続く急崖（谷壁）で、地質は軟岩である上総層群飯室層の泥岩から成るため、横穴を掘るには容易な条件であったことがいえる。
- 戸隠不動堂跡

1930年に真言宗豊山派の仏堂として創建された。戸隠神社の実道院の仏像であった不動明王を招来して祀っており、周辺住民の信仰を集め、武相不動尊霊二十八札所の第二十六番札所として、毎酉年には、多くの参詣者を集めていた。しかし、1993年（平成5年）に本堂が焼失し、以降所有者らによる再建が検討されたものの断念、跡地は市に譲渡された。現在は、生田緑地の一部として整備されており、火災後廃寺となり本堂などは破却されたが、本堂の柱や燈籠などを模したモニュメントが今も残り、川崎歴史ガイドのガイドパネルが建っている（公共施設内への宗教施設の建造は、政教分離のため法的に難しく、復元は実現されていない）。
なお、かつての参道は、ヤマザクラの並木道になっており、春には鮮やかに彩られる。

## 自然・広場
- しょうぶ園
- 噴水広場
- 都道府県の木見本園
- 自然探勝路
  - グリーンアドベンチャーコース
- 野鳥の森
- ふるさとのこみち
- 梅園
- つつじ山
- 奥の池
- ホタルの里
- 初山芝生広場（宮前区域）
- おし沼広場

### 生田緑地で見られる植物
当緑地西部、および旧向ヶ丘遊園の東南部には、かつての雑木林が保存・維持管理されており、うち西部については散策道が整備され、森林浴を楽しめるとともに、「グリーンアドベンチャー」として当緑地内で見られる樹木の名前や特徴などを学べる案内板の設置なども行われている。また、一角ではゲンジボタルなどが生活できる環境が整備されるとともに湿地帯や田畑が維持され、かつて人里の生活に密着していた小動物の生態も観察できる。
かつては、ここ多摩丘陵を含め多くの地域で当然のように営まれていた、人間と山林の共生環境である里山や雑木林について、都市化が進んだ近頃ではその実情を知る機会すら得られない場合も少なくないが、当緑地ではその様子を垣間見ることができるよう解説なども設置されている。
そして、公園として整備されて以降は桜や梅なども植えられており、春には園内に彩りを添える。

### 生田緑地で見られる野鳥
当緑地内には比較的広い森林が保全されていることから、次のような野鳥が観察され、彼等にとっても貴重な生活の場となっている。また春には さえずりが響き、冬には葉を落とした木枝の狭間から姿が観察され、来場者に憩いのひとときを提供する。
留鳥
- スズメ
- シジュウカラ
- ウグイス
- メジロ
- ヤマガラ
- エナガ
- コゲラ
- ムクドリ
- ヒヨドリ
- キジバト
- オナガ
- カワセミ
- オナガ
- ハシブトガラス
- ハシボソガラス

冬鳥
- シメ
- ツグミ
- ルリビタキ
- カケス

夏鳥
- アオジ

## 施設
各施設の詳しい利用案内等については外部リンク先を参照。

### 枡形地区
- 日本民家園

市内および市外の東日本地域に実在した代表的な構造の古民家、水車小屋などの建物および民具の保存と伝承を目的に整備され、1967年（昭和42年）に開園した野外博物館である。国・県の指定重要文化財を含めた 25件の建物を保存・常設展示するとともに、夜間ライトアップや講話会などの催事も企画・実施している。要入場料。
また、園内には古民家を利用し、戸隠のそば粉を使う「そば処」が営業している（営業日注意）。
- かわさき宙（そら）と緑の科学館（正式名称：川崎市青少年科学館／愛称：サイエンスプリン）

多摩区在住の大平貴之が開発したプラネタリウム「メガスターIII FUSION」による投影および生解説により、月替わりの番組を通年上演している。このプラネタリウムは 最大1500万個の星の投影が可能で、天の川なども精細に表現できる特徴を持つ。そのため、館内でそれら微細な星を見るための双眼鏡の貸出も実施している（数量限定）。プラネタリウムは要観覧料。
また、1階展示室には川崎の自然を「川崎の大地」「丘陵の自然」「街の自然」「多摩川の自然」「生田緑地ギャラリー」の5つのテーマで常設展示されている。展示室のみの入館は無料。
D51408号蒸気機関車および スハ42 2047号客車が屋外に静態保存されており、客車については車内に入ることができる。
ドラマや歌手のプロモーションビデオの撮影にも使用されることがあり、MISIAの新曲のPVは、このプラネタリウムで撮影された。
- 伝統工芸館

藍染め体験や講習会などを行っている。入場は無料だが、染物体験には要実費。
また、現在は民家園の入口としても利用されている。
- 岡本太郎美術館

市内二子に縁のある岡本太郎より、作品が川崎市に寄贈されたことを受けて当緑地内に整備され、1999年（平成11年）10月に開館した。岡本太郎および両親（一平、かの子）の作品を中心に収蔵と常設展示、および企画展を行っている。要入場料。（中学生以下無料）
また、カフェテリア「TARO」が併設されている。
- 売店・レストハウス

冬季は休日など多客時のみ営業する。
- 北部公園事務所

生田緑地および多摩・麻生区内の公園の維持管理を行っている。

### 初山地区
- 川崎国際生田緑地ゴルフ場

井上誠一により設計され、現在は川崎市が管理している。会員制ではなく、また市民以外でも利用できる。
- とんもり谷戸

水性植物鑑賞池、初山広場、森の広場、おもい出のうたのこみち、竹の広場、生田緑地南遊園

### 長尾地区

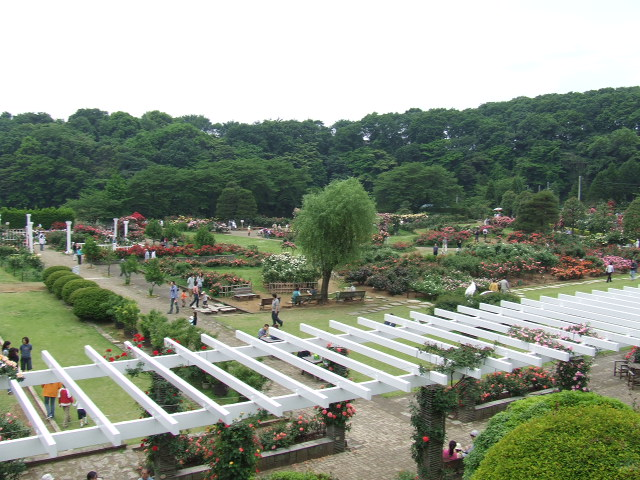
「向ケ丘遊園 ばら苑」

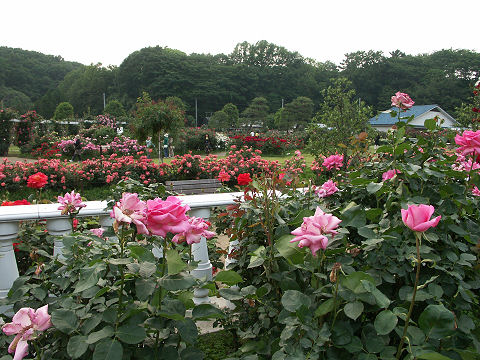
市と有志の連携で維持され、年2回の花期に一般公開されている（旧向ヶ丘遊園）ばら苑（2006-06-01撮影）

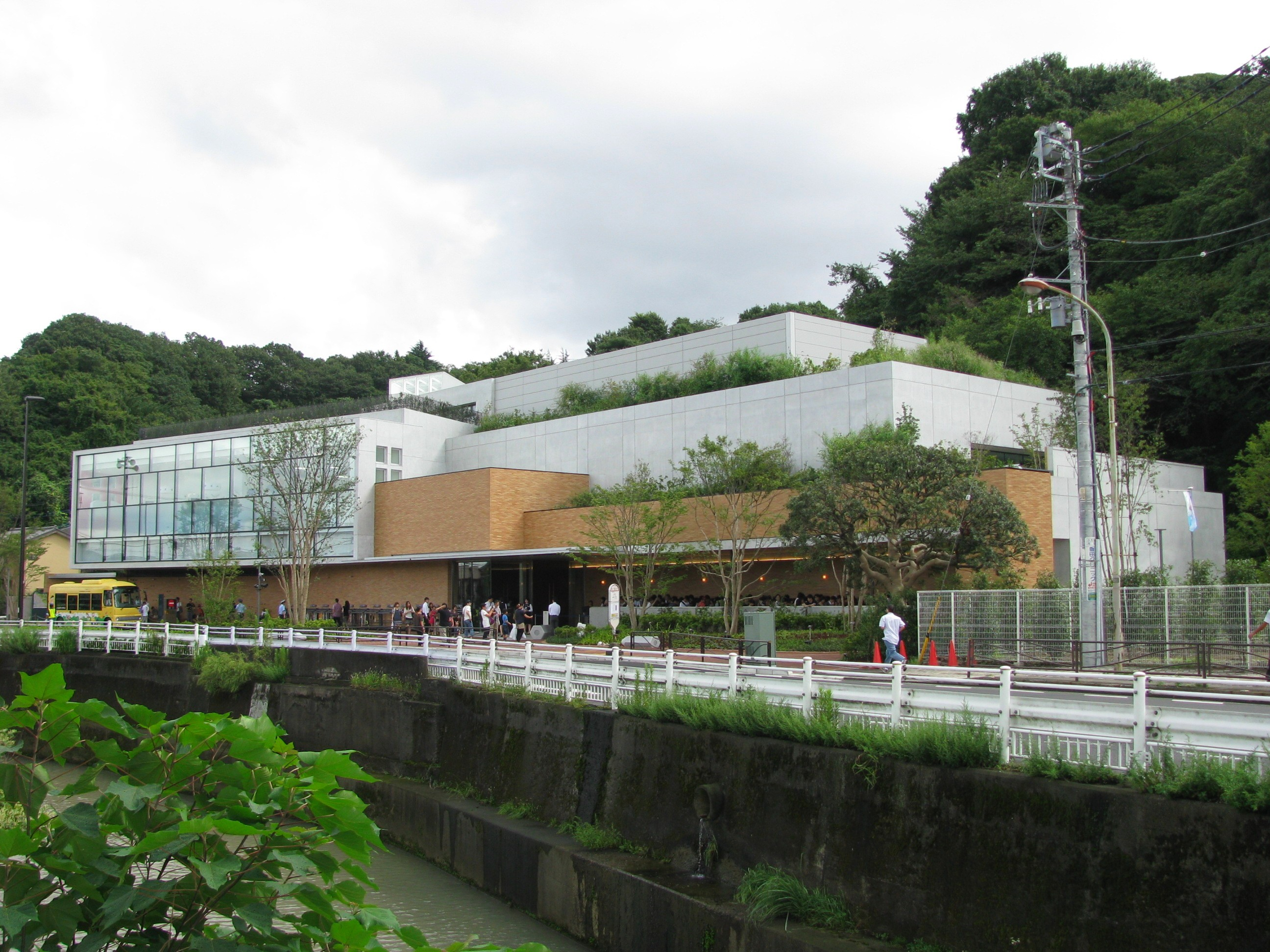
藤子・F・不二雄ミュージアム

- 生田緑地ばら苑（旧向ケ丘遊園ばら苑）

533種類約4,700株のバラが手入れされており、春・秋の一定期間内に一般公開され、花を楽しめる。
大パーゴラ、クラブハウス（現ローズガーデンハウス）、周囲を森林に囲まれる地形を生かしたガーデンデザインは横山光雄氏による設計。「白鳥と子供」「母と子」の彫像は多摩美術大学教授早川巍一郎氏の制作。1958年（昭和38年）の開苑当初には多くの噴水・大プールや水路があり豊富な水で演出していたが、向ヶ丘遊園閉園後に大プールは芝生広場に、水路は通路にリニューアルされている。
かつて向ヶ丘遊園内の一施設であったが、閉園後に川崎市が暫定的に施設を借り受け、市が施設維持を行い、苑内のバラの管理にはボランティアを募り、手入れされている。
入場は無料だが、維持管理にかかる費用の一部を賄う募金を苑内で受け付けている。
- 藤子・F・不二雄ミュージアム

生前は多摩区内に在住していた藤子・F・不二雄の原画等の作品が、親族より川崎市に寄贈されることとなり、それを受けて川崎市および藤子プロが、当緑地内への展示施設の設立を決定した。
2007年度中に基本計画を策定し、2010年に着工、2011年秋の開館を計画した。建設用地を地権者の小田急電鉄より川崎市が借り（旧向ヶ丘遊園のうち、緑地に隣接し遊具が置かれていた区域）、藤子プロが建物を建設して市に寄贈し、藤子プロ中心に運営を委託されている。また、川崎市は市役所内に「藤子・F・不二雄ミュージアム整備準備室」を設置した。
2011年9月3日にオープンした。

## イベント
- 毎年、10月第3土曜日に多摩区民祭が開催されている。その日には、川崎市　宙(そら)と緑の科学館(川崎市青少年科学館)のプラネタリウムは、一日7回投影で、無料開放される。また、その日の岡本太郎美術館、日本民家園両施設は、入場無料となっている。
- 11月3日（文化の日）には、日本民家園にて「民家園まつり」がひらかれる。

## 計画

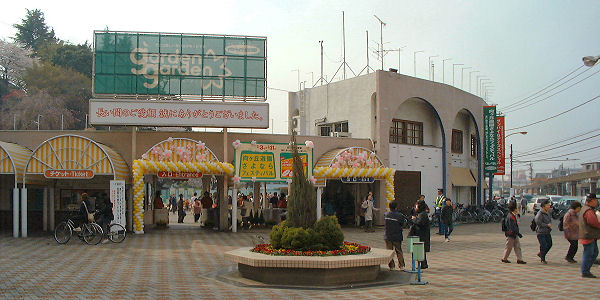
閉園間際「さよならフェスティバル」開催中の向ヶ丘遊園入場門（2002-03-23撮影）

- 旧向ヶ丘遊園

1927(昭和2)年の開園以降「花と緑の遊園地」として運営されていた当園内には多くの森林が保全されていた。2002（平成14）年の閉園以降、遊具などは撤去されたが、跡地については川崎市と地権者、および保全を求める地元有志との間で協議が重ねられ、当園跡地のうち雑木林について緑地指定され、いっぽう遊具等があった一部区域の緑地指定が解除された。前者は生田緑地に組み入れられる方向で検討されており、後者については小田急電鉄が福祉施設を設置する方向で検討されている。
いっぽう、現在の供用地域と旧向ヶ丘遊園の間には市道が通っており、また沿道は一部宅地開発されていたため、現状では緑地が分断され、当園のあった長尾地区が孤立している。市道沿いのうち「どんぐり山」と呼ばれる一部地域については市および地元有志により保全されているものの、現在は一旦市街地に出ての連絡となるため、今後の整備上の課題のひとつになっている。
なお、当遊園地の営業中の事象については向ヶ丘遊園を参照。

## 利用者の禁則事項
- 禁煙、火気厳禁[7]。

森林および古民家の焼失を防ぐため、火気使用は厳禁されている。
- ゴミ捨て禁止（園内にゴミ箱は設置されていないため、持ち帰る必要がある）。
- 散策道以外の森林への立入禁止[7]。
- 植物採取、動物捕獲禁止（全域が禁猟区に指定されている）[7]。
- 野球など球技禁止（ゴルフ場を除く）。
- 犬の放し飼い禁止[7]（つないだ犬については、一部区域を除き入場可能）
- 車両(バイク含む)侵入禁止(緊急車両及び通行証を取得した車両を除く)
- 自転車の乗り入れ及び駐輪禁止(通り抜けは可能だが、必ず押し歩き。駐輪は東口の坂のみ可能)
- テント・タープの使用は原則禁止(イベント時に所定の位置・時間内で使用可能な場合もある)。
- ドローンの飛行禁止。

## アクセス

### 公共交通
ばら苑については後段を参照。
小田急小田原線 向ヶ丘遊園駅より
- 南口より徒歩約13分[7]、または川崎市バス溝19系統「溝口駅南口」行きで「生田緑地入口」下車、徒歩約3分。
- 北口より小田急バス向10系統「専修大学前」行きで終点下車。

JR南武線 登戸駅より
- 生田緑地口から徒歩約25分[7]。

JR南武線 武蔵溝ノ口駅、東急田園都市線 溝の口駅より
- 川崎市バス溝06系統「向丘遊園駅東口」「登戸駅」行きで「飯室（いいむろ）」下車、徒歩約10分。
- 川崎市バス溝19系統「向丘遊園駅東口」行きで「生田緑地入口」下車、徒歩約3分。

東急田園都市線 二子玉川駅より
- 東急バス向02系統「向ヶ丘遊園駅東口」行きで「飯室」下車、徒歩約10分。

東急田園都市線 梶が谷駅より
- 東急バス向01系統「向ヶ丘遊園駅東口」行きで「飯室」下車、徒歩約10分。

東急田園都市線 たまプラーザ駅より
- 東急バス・川崎市バスた83系統「向ヶ丘遊園駅東口」行きで「生田緑地入口」下車、徒歩3分。

### 公共交通（ばら苑）
正面ゲートの場所は藤子・F・不二雄ミュージアムの西隣に位置する。正面ゲートから苑内までは徒歩7分ほどかかる。また、坂道・階段・山道なため足が不自由な人向けの送迎車、および身障者用駐車場が用意されている。
なお、自家用車については普通車限定で100台分の駐車場（もみじ谷駐車場）があるが、府中街道から正面ゲートへの右折入場が禁止されているほか、正面ゲートから駐車場までの道が300 mの片側交互通行になっていて、土日祝日を中心に正面ゲート周辺の渋滞が発生しやすいため、園はなるべく公共交通を利用するよう呼び掛けている。バイク・自転車は正面ゲート脇に無料の駐輪スペースがある。
小田急小田原線 向ヶ丘遊園駅より
- 南口より正面ゲートまで徒歩約13分（約1 km）。
ばら苑アクセスロードを利用。公開中は駅前より案内板が設置される。
- 南口より川崎市バス溝06系統（「溝口駅」「第三京浜入口」「井田営業所」行き）、東急バス向01系統（「梶が谷駅」行き）・向02系統（「二子玉川駅」行き）のバス路線も利用可能[8]。何れも「藤子・F・不二雄ミュージアム」（ふじこ・えふ・ふじおみゅーじあむ）下車、正面ゲートまで至近。

JR南武線 宿河原駅より
- 正面ゲートまで徒歩約15分（約1.2 km）[8]。なお、バス路線は設定なし。
公開中は駅前より案内板が設置される。

小田急小田原線・JR南武線 登戸駅より
- 生田緑地口より「藤子・F・不二雄ミュージアム」直行バス（ミュージアム休館日は運休）が利用可能[8][9]。概ね10〜15分間隔で運行。バス下車後、藤子・F・不二雄ミュージアムより正面ゲートまで80 m。なお一部の便は「生田緑地」までさらに直通する。

JR南武線 武蔵溝ノ口駅、東急田園都市線 溝の口駅より
- 川崎市バス溝06系統「向丘遊園駅南口」「登戸駅」行きで「藤子・F・不二雄ミュージアム」（旧向丘遊園[10]）下車、正面ゲートまで至近。
- 川崎市バス溝19系統「向丘遊園駅南口」行きで「おし沼」下車、裏門まで徒歩約15分（案内表示無し）。

東急田園都市線 梶が谷駅より
- 東急バス向01系統[8]「向ヶ丘遊園駅南口」行きで「藤子・F・不二雄ミュージアム」下車、正面ゲートまで至近。概ね20分間隔で運行。

東急田園都市線 二子玉川駅より
- 東急バス向02系統[8]「向ヶ丘遊園駅南口」行きで「藤子・F・不二雄ミュージアム」下車、正面ゲートまで至近。

## 周辺
- 専修大学生田キャンパス
- 東高根森林公園
- 緑ヶ丘霊園
- 津久井道
- 府中街道
- 都市計画道路向ヶ丘遊園駅菅生線
- 多摩川
- 平瀬川
- 川崎歴史ガイド#稲毛の丘